# Luagan
Luagan (mal. Kampong Luagan) – wieś w mukimie Batu Apoi w dystrykcie Temburong we wschodnim Brunei. Położona na północ od drogi Jalan Labu.